# Districtul Na Yung
Na Yung (în thailandeză นายูง) este un district (Amphoe) din provincia Udon Thani, Thailanda, cu o populație de 25.701 locuitori și o suprafață de 524,0 km².

## Componență
Districtul este subdivizat în 4 subdistricte (tambon), care sunt subdivizate în 40 de sate (muban).
| Nr. | Nume      | În thailandeză | Sate | Locuitori |  |
| --- | --------- | -------------- | ---- | --------- |  |
| 1.  | Na Yung   | นายูง           | 10   | 7,602     |  |
| 2.  | Ban Kong  | บ้านก้อง         | 11   | 6,627     |  |
| 3.  | Na Khae   | นาแค           | 8    | 4,148     |  |
| 4.  | Non Thong | โนนทอง         | 11   | 7,324     |  |